# Арнштадт, Альберт
Альберт Карл Арнштадт (нем. Albert Karl Arnstadt; 11 мая 1862, Гросфаргула — 29 января 1947, Гросфаргула) — немецкий политик, входивший в Немецкую консервативную партию и Немецкую национальную народную партию; член НСДАП (1931).

## Биография
Альберт Карл Арнштадт родился 11 мая 1862 года в Гросфаргуле в Тюрингии в протестанткой семье; проучившись в начальной школе, он завершил обучение в сельскохозяйственной сфере уже на родительской ферме, находившейся в собственности семьи Арнштадт с 1500 года. В 1883—1884 годах Альберт Арнштадт посещал зимнюю сельскохозяйственную школу в Мерзебурге. Затем он принял управление фермой у своего отца. Альберт Арнштадт являлся председателем ряда местных сельскохозяйственных ассоциаций и кооперативов; он также состоял членом местной сельскохозяйственной палаты. В 1912 году он стал старостой церковной общины (Kirchenältester) в Гроссворгуле.
С 1892 года Альберт Арнштадт являлся членом муниципального совета коммуны Гросфаргула, а с 1912 года он также являлся и заместителем мэра (Amtsvorsteher). С 1907 по 1918 год Арнштадт входил в Рейхстаг Германской империи от избирательного округа «Erfurt 3» (Мюльхаузен-Лангензальца). В 1919—1920 годах он входил в Национальное собрание Веймарской республики, а затем — до мая 1924 — вновь был членом Рейхстага.
Первоначально Альберт Арнштадт состоял членом Немецкой консервативной партии. В 1918 году он принимал участие в создании Немецкой национальной народной партии. 1 октября 1931 года Арнштадт присоединился к Национал-социалистической немецкой рабочей партии (НСДАП).

## Работы
- Die letzten Schenken von Vargula. Historischer Roman aus dem Ritter- und Bauernleben des 13. Jahrhunderts. Verlag des Langensalzaer Tageblatts, Langensalza 1931.
- Vargula. Ein Beitrag zur Thüringer Kulturgeschichte. Selbstverlag, 1917, DNB 572043937.